# Glyphodes conclusalis
Glyphodes conclusalis là một loài bướm đêm trong họ Crambidae.